# Henri Leroy (musicien)
Pour les articles homonymes, voir Leroy et Henri Leroy.
Henri Leroy (ou Henry Léon Leroy, Léon Leroy ou encore Henri Léon Le Roy), né le 27 juillet 1874 à Armentières et mort le 29 janvier 1960 dans le 10e arrondissement de Paris, est un clarinettiste français.

## Biographie
Henri Léon Leroy est enregistré à sa naissance sous le seul nom de sa mère, Julie Marie Delannoy, puis prendra le nom de Leroy, après le mariage de celle-ci avec Édouard Louis Joseph Leroy, quelques mois après la naissance de l'enfant.
En 1893, il est l'élève de Léon Guillaume Parme (ancien élève de Hyacinthe Klosé) au conservatoire de Versailles. Henri Leroy a obtenu son premier prix de clarinette dans la classe de Cyrille Rose au conservatoire de Paris en 1897. 
Henri Leroy commence une carrière à Paris comme clarinette de l'orchestre Colonne et de l'orchestre de la Société des concerts du Conservatoire, puis devient clarinette solo à l'orchestre de la Garde républicaine sous la direction de Gabriel Parès,.
Henri Leroy est recruté en 1905 par Walter Damrosch pour devenir le soliste du New York Symphony Orchestra ainsi que trois autres premiers prix du Conservatoire : le bassoniste Auguste Mesnard,  le flûtiste Georges Barrère (père de l’école américaine de flûte) et le hautboïste Marcel Tabuteau (père de l’école américaine du hautbois). Il a été le premier professeur de clarinette du New York Institute of Musical Art créé en 1905 par Frank Damrosch. Il remplace Alexandre Selmer dans l'orchestre en 1912, qui avait été clarinette principale de 1909 à 1911 sous Gustave Mahler. Il joue plus tard dans l’orchestre de Cleveland.
Il fait la première américaine de la première Rhapsodie de Debussy le 12 décembre 1912 avec le New York Philharmonic sous la direction de Josef Stránský. 
Plus tard, de retour en France en 1924, il travaille pour Alexandre Robert dans son atelier, fabriquant et testant des clarinettes.
Des becs de clarinettes portent son nom (H. L. LE ROY - New-York - Paris).

## Récompense
Henri Leroy est chevalier de la Légion d'honneur et médaillé militaire.
Il a été président d'honneur des Artistes musiciens de la Garde républicaine.

## Arrangements
Henri Leroy a effectué de nombreux arrangements, notamment aux éditions Costallat.
- Six Classic Pieces for clarinet and piano or organ, arr. by Henri Leon Leroy, Part of The Modern Clarinetist Series (This set is “First Series”), Paris: Editions Costallat, 1916.
- Eight Classic & Modern Pieces for clarinet and piano, arr. by Henri Leon Leroy, Part of The Modern Clarinetist Series (This set is “Second Series”), Paris: Editions Costallat, 1916.
- Fifteen concert etudes for clarinet in Bb with piano from J.S. Bach., [Trans. by Henri Leon Leroy], Series title:  The modern clarinetist. Fourth series, Paris, Editions Costallat, [c1931].
- Fantasy for clarinet and piano (based on “Fantasie-Impromptu” – transcribed by Alfred Gallodoro), New York, NY: Mills Music, 1948:
  - Chopin, Celebre valse for clarinet and piano (arr. Henri Leon LeRoy)
  - Niccolo Porpora, Minuet for clarinet and piano (arr. by Henri Leon LeRoy)
  - Hermann Adolf Wollenhaupt, La Gazelle for clarinet and piano (arr. by Henri Leon LeRoy)